# كأس بولندا 2012–13
كأس بولندا 2012–13 (بالبولندية: Puchar Polski w piłce nożnej)‏ هو الموسم 59 من كأس بولندا. أقيم خلال الفترة 18 يوليو 2012 وحتى 8 مايو 2013، وأشرف على تنظيمه اتحاد بولندا لكرة القدم، وكان عدد الأندية المشاركة فيه 85، وفاز فيه ليغيا وارسو.